# Paolo Emilio Taviani

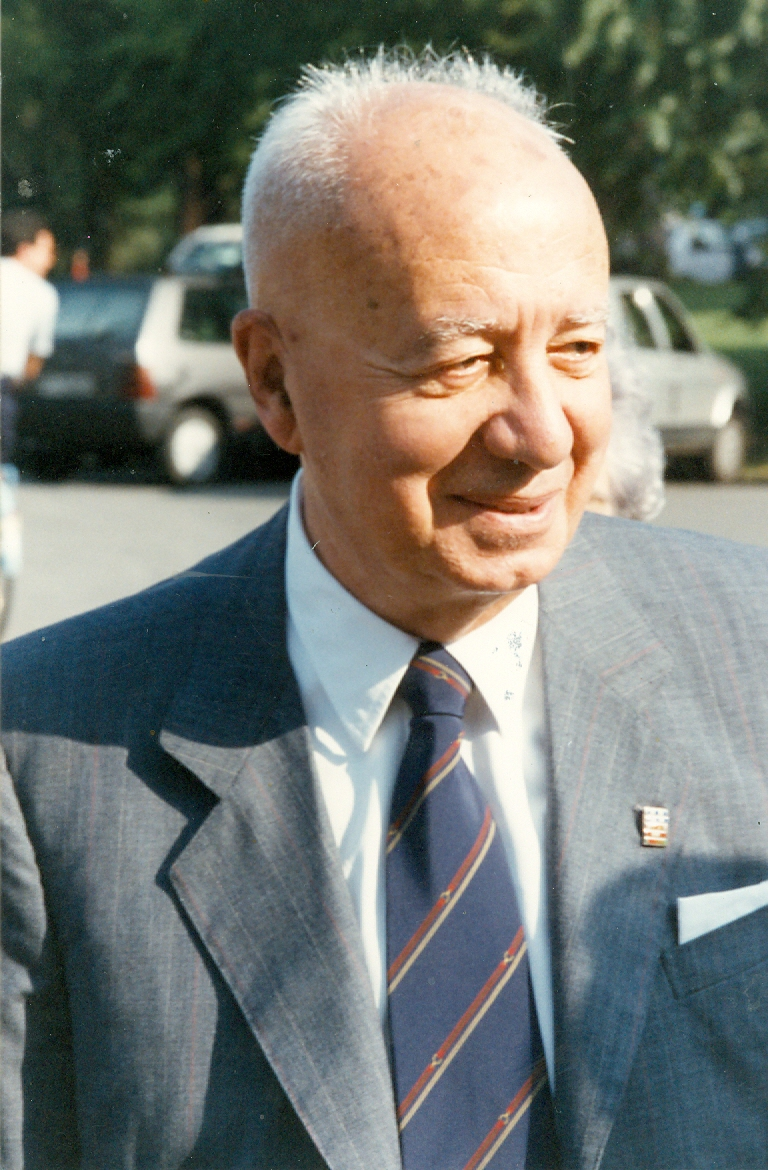
Paolo Emilio Taviani

Paolo Emilio Taviani (* 6. November 1912 in Genua; † 18. Juni 2001 in Rom) war ein italienischer Politiker.

## Leben
Taviani war einer der Gründer der Democrazia Cristiana, für die er von 1948 bis 1976 der Camera dei deputati angehörte. Von 1953 bis 1958 war er Verteidigungsminister. Von 1961 bis 1968 und von 1972 bis 1974 leitete er das Innenministerium. Francesco Cossiga (DC) ernannte ihn 1991 zum Senator auf Lebenszeit. Neben seiner politischen Karriere war Taviani als Wirtschaftswissenschaftler und Universitätsprofessor tätig und publizierte neben ökonomischen Arbeiten auch Bücher über Christoph Kolumbus. 2001 starb er im Alter von 88 Jahren an den Folgen eines Schlaganfalls.